# Représentations diplomatiques du Monténégro

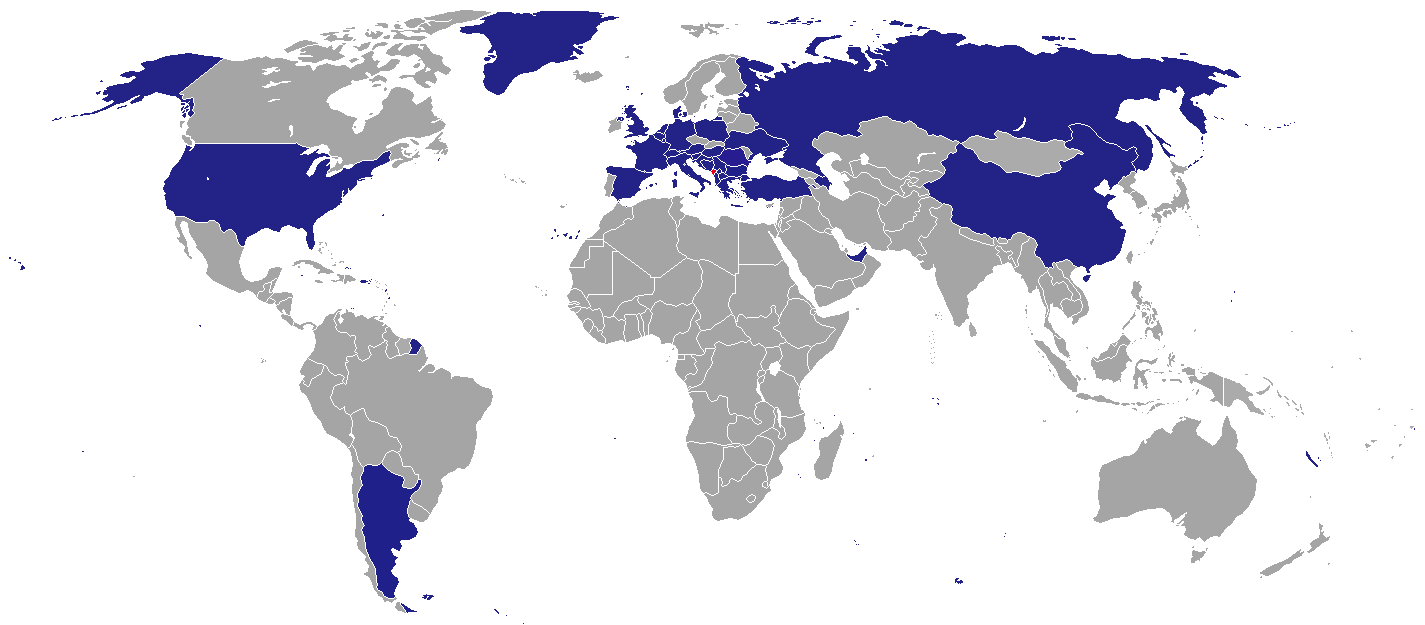
Carte des représentations diplomatiques monténégrines.

Ceci est une liste des représentations diplomatiques du Monténégro, à l'exclusion des consulats honoraires. 
Le 30 novembre 2006, le gouvernement adopte le mémorandum d'accord entre le Monténégro et la république de Serbie sur la protection consulaire et les services aux citoyens du Monténégro. Par cet accord, la Serbie, à travers son réseau de représentations diplomatiques et consulaires, fournit des services consulaires aux citoyens monténégrins sur le territoire des États dans lesquels le Monténégro n'a pas de missions propres. 

## Amérique
- Argentine
  - Buenos Aires (ambassade)
- États-Unis
  - Washington (ambassade (en))
  - New York (consulat général)

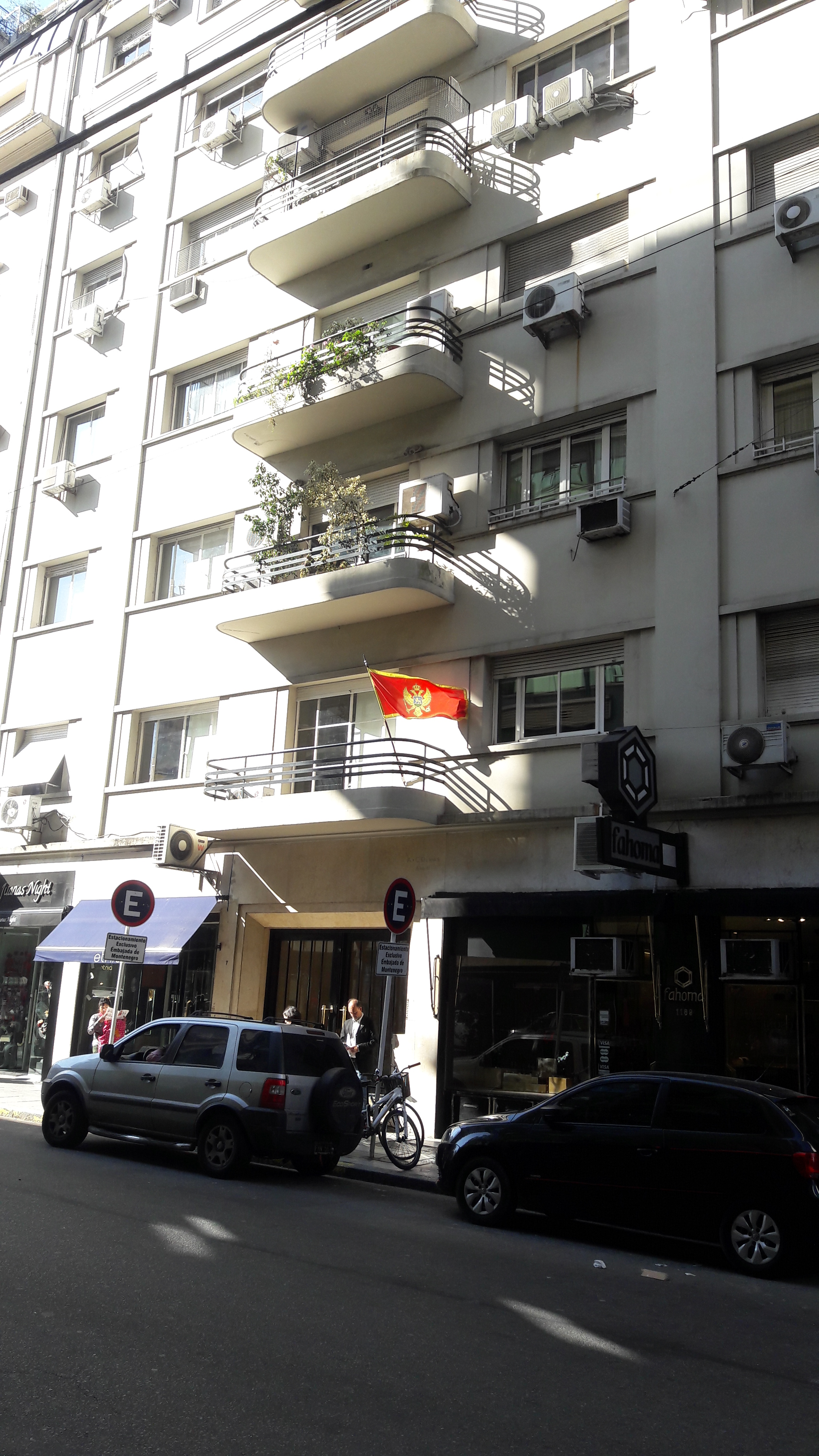
Ambassade à Buenos Aires.
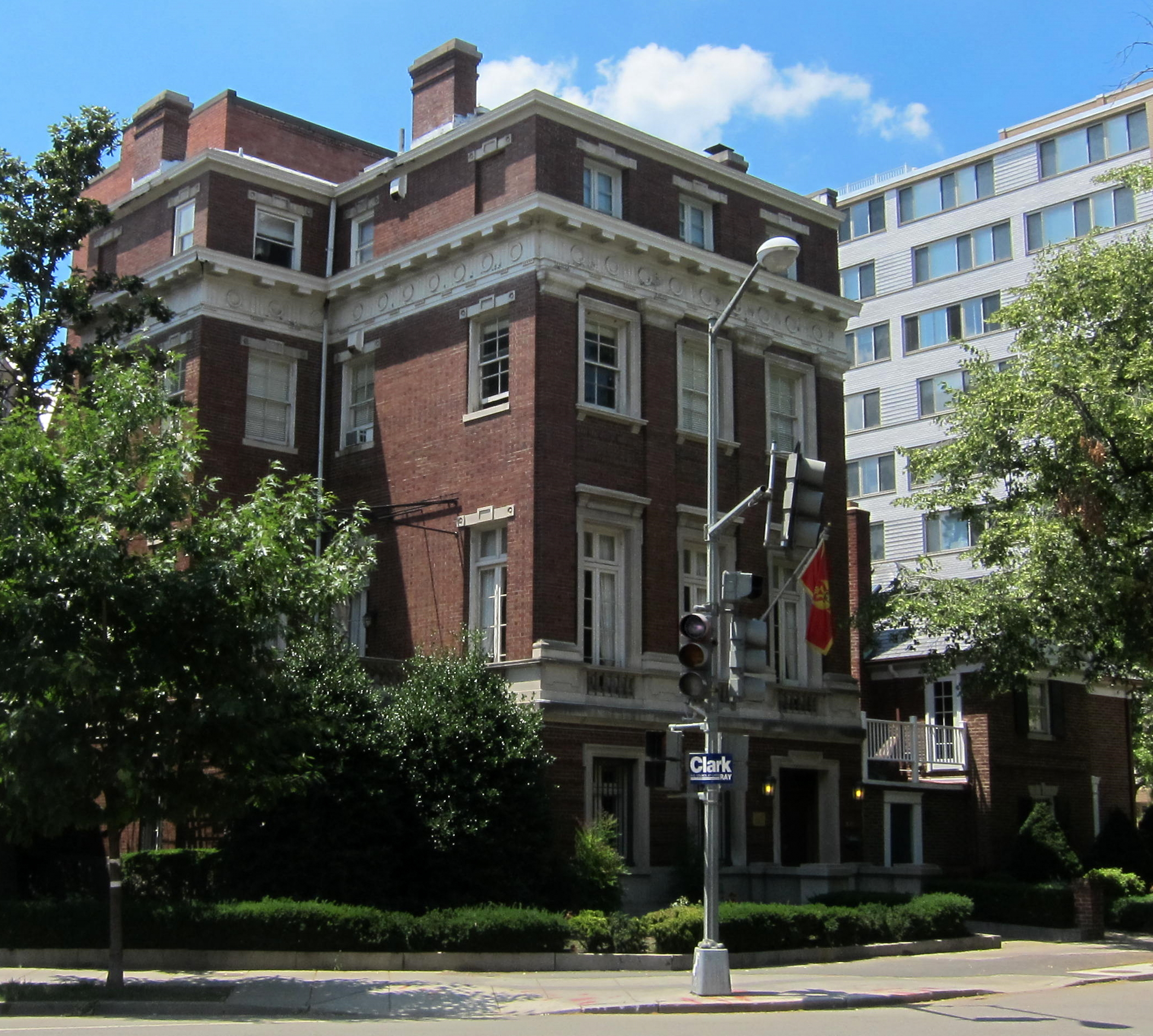
Ambassade à Washington.

## Asie
- Azerbaïdjan
  - Bakou (ambassade)
- Chine
  - Pékin (ambassade)
- Émirats arabes unis
  - Abou Dabi (ambassade)
- Turquie
  - Ankara (ambassade)
  - Istanbul (consulat général)

## Europe
- Albanie
  - Tirana (ambassade (en))
- Allemagne
  - Berlin (ambassade)
  - Francfort (consulat général)
- Autriche
  - Vienne (ambassade)
- Belgique
  - Bruxelles (ambassade)
- Bosnie-Herzégovine
  - Sarajevo (ambassade)
- Bulgarie
  - Sofia (ambassade)
- Croatie
  - Zagreb (ambassade)
- Danemark
  - Copenhague (ambassade)
- Espagne
  - Madrid (ambassade)
- France
  - Paris (ambassade)
- Grèce
  - Athènes (ambassade)
- Hongrie
  - Budapest (ambassade)
- Italie
  - Rome (ambassade)
- Kosovo
  - Pristina (ambassade)
- Macédoine du Nord
  - Skopje (ambassade)
- Pays-Bas
  - La Haye (ambassade)
- Pologne
  - Varsovie (ambassade)
- Roumanie
  - Bucarest (ambassade)
- Royaume-Uni
  - Londres (ambassade)
- Russie
  - Moscou (ambassade)
- Serbie
  - Belgrade (ambassade)
  - Sremski Karlovci (consulat général)
- Slovénie
  - Ljubljana (ambassade)
- Suisse
  - Berne (ambassade)
- Ukraine
  - Kiev (ambassade)[1]
- Vatican
  - Rome (ambassade)[note 1]

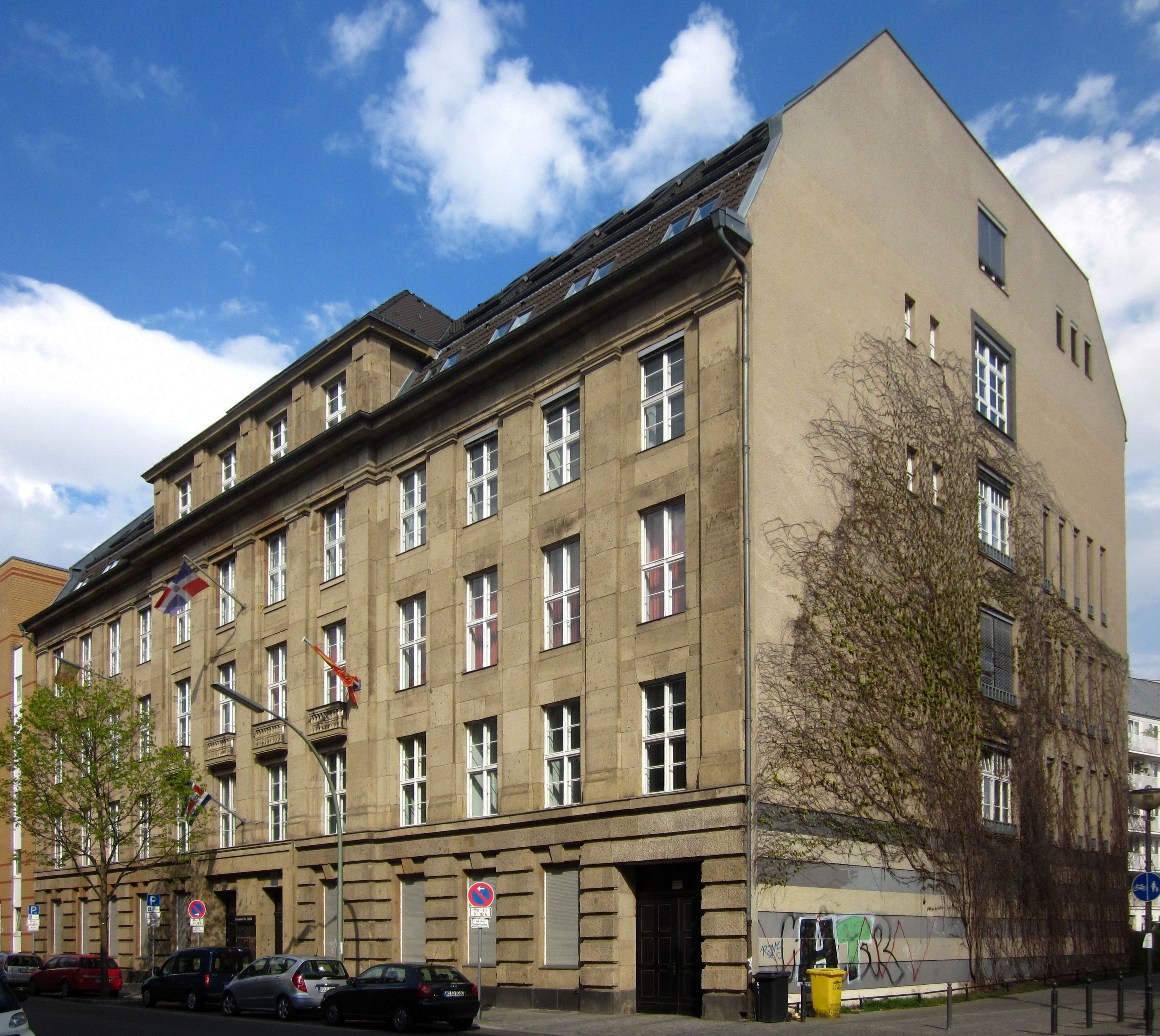
Ambassade à Berlin.
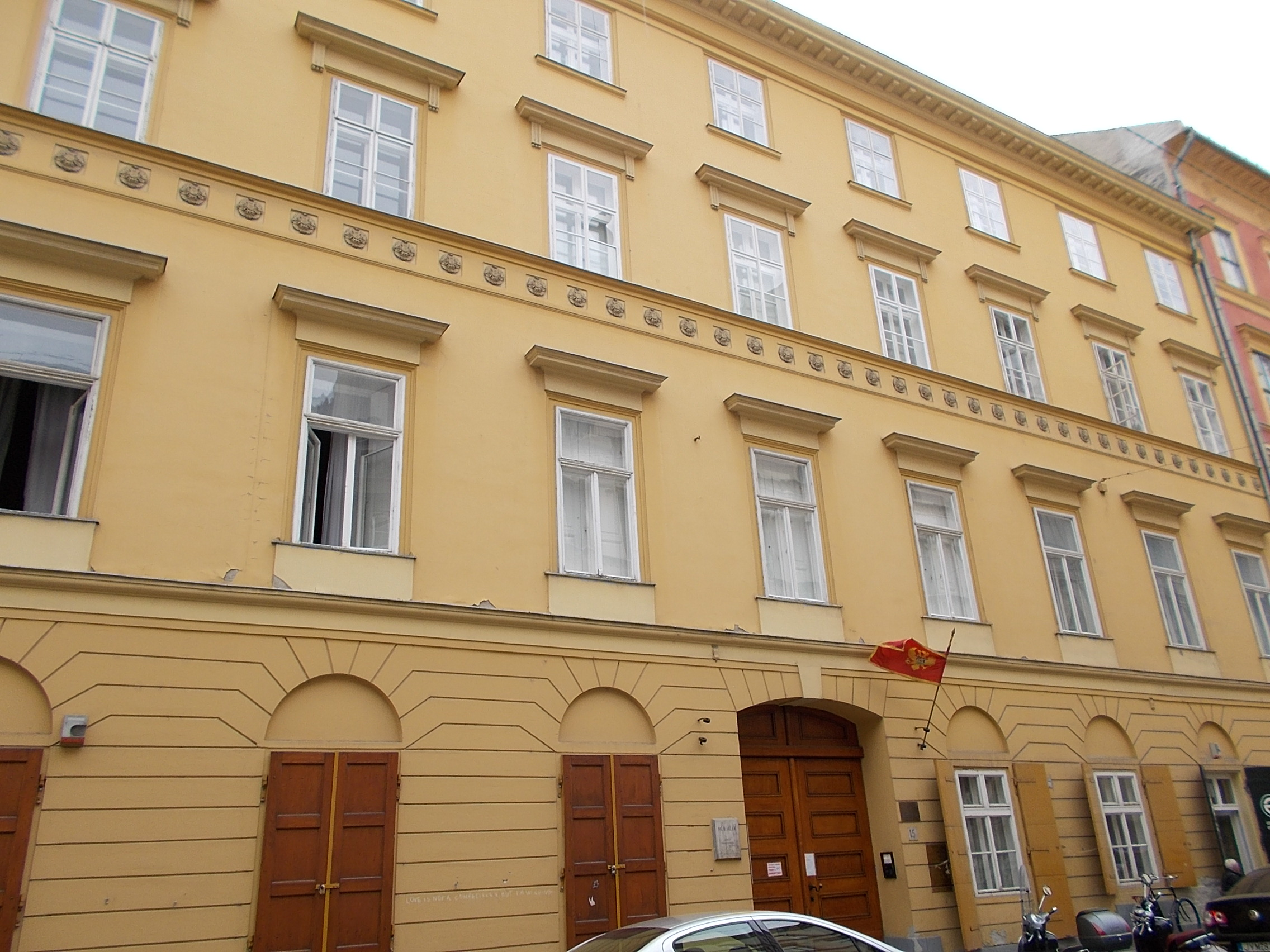
Ambassade à Budapest.
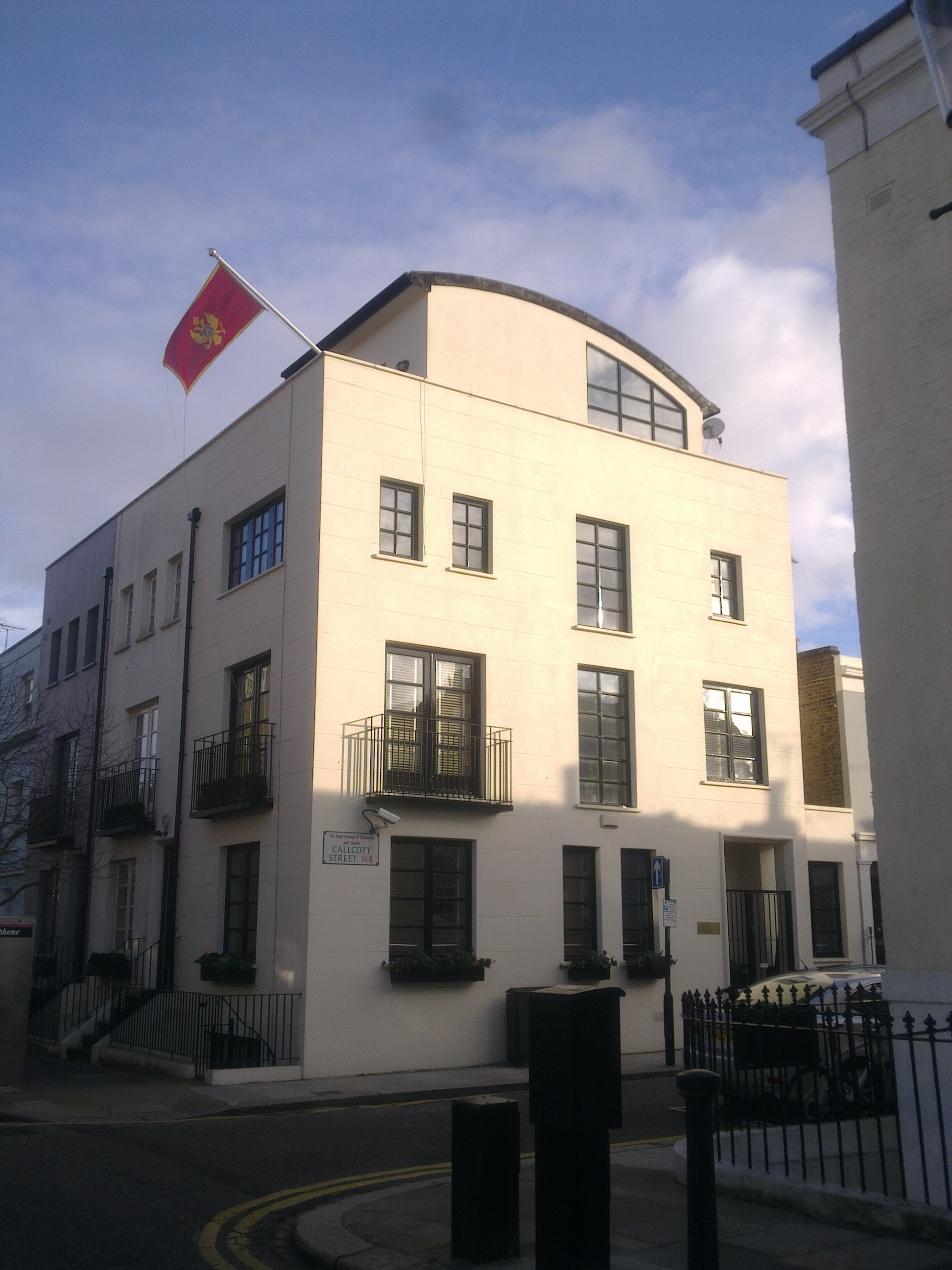
Ambassade à Londres.
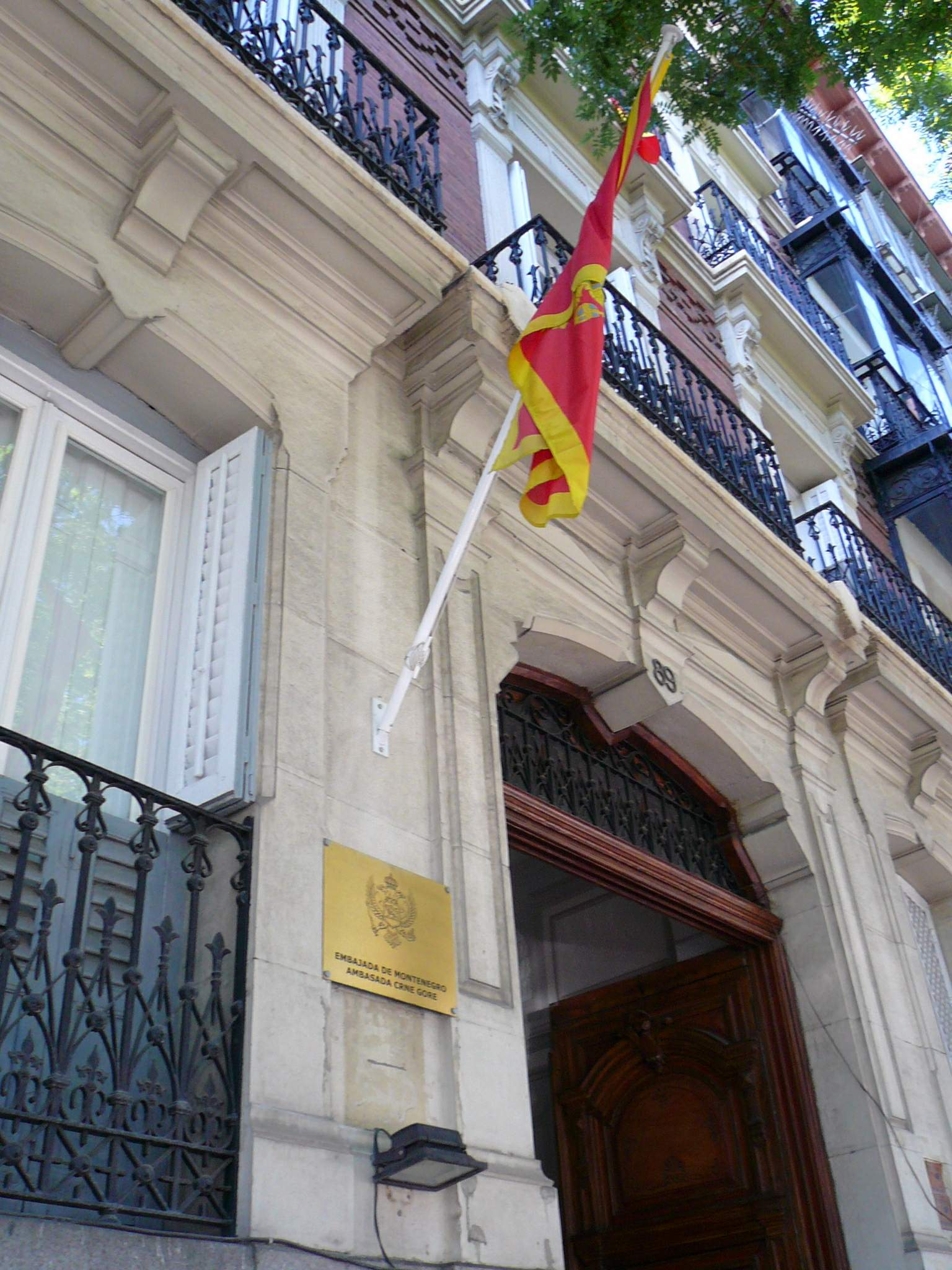
Ambassade à Madrid.
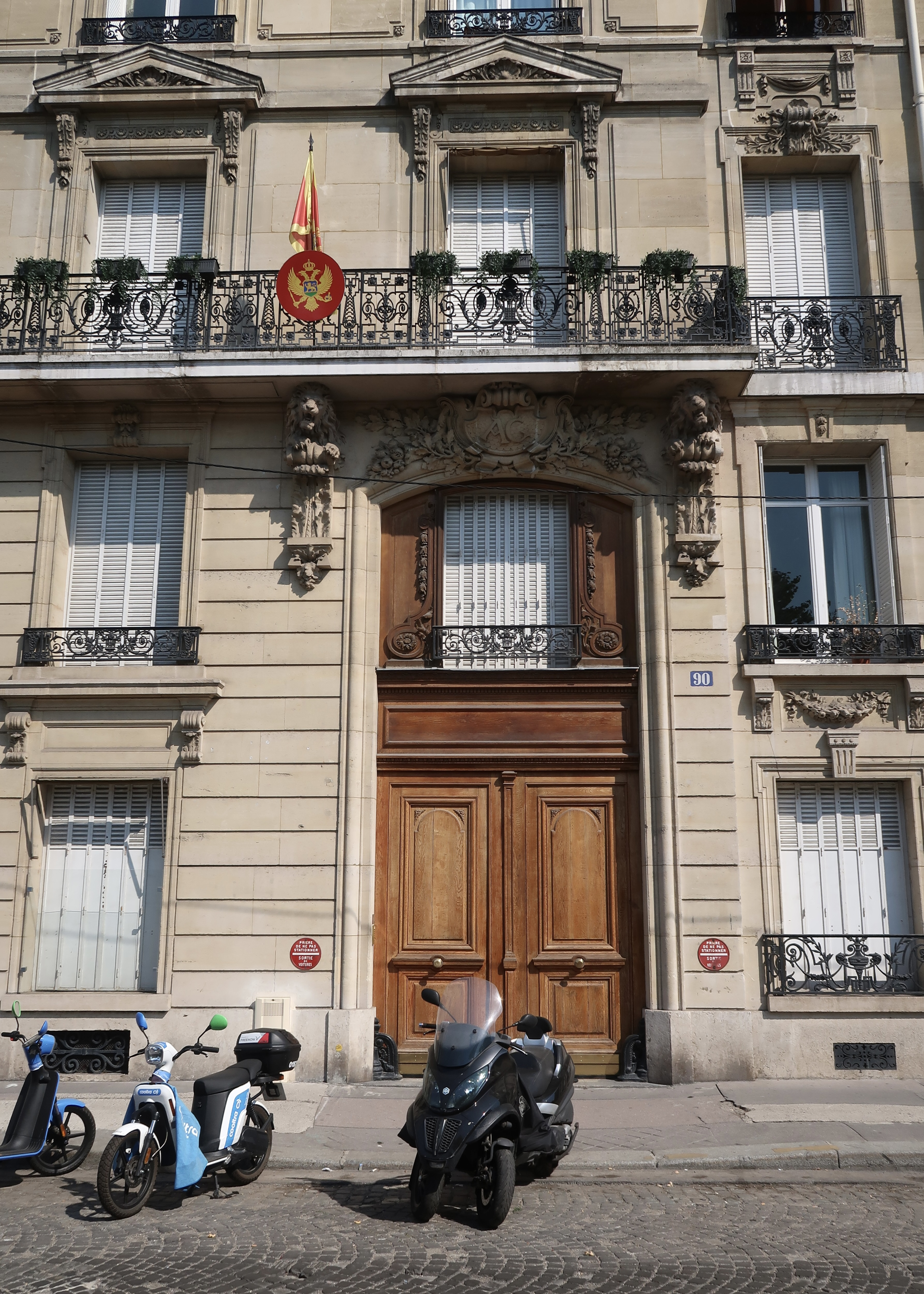
Ambassade à Paris.
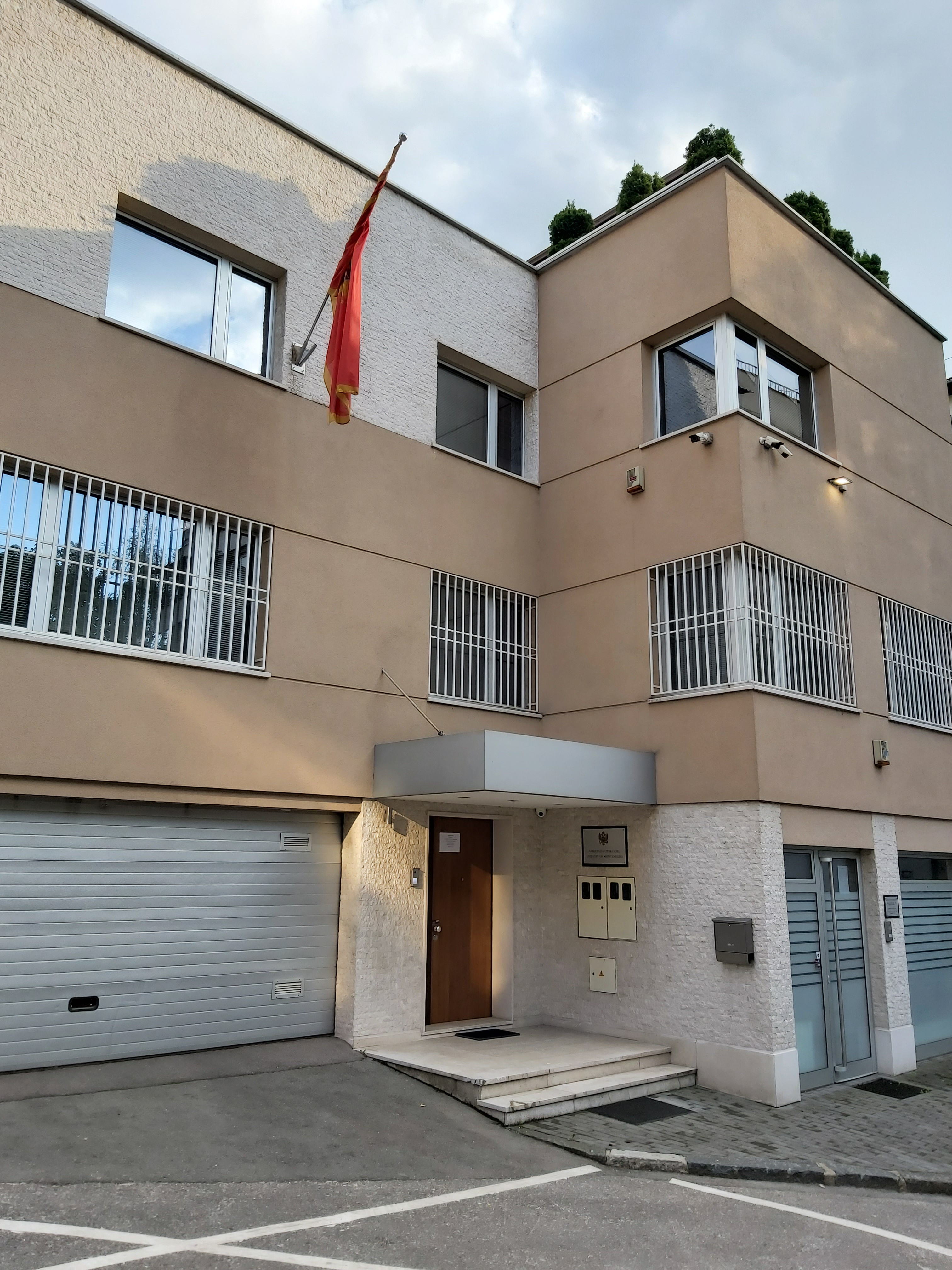
Ambassade à Sarajevo.
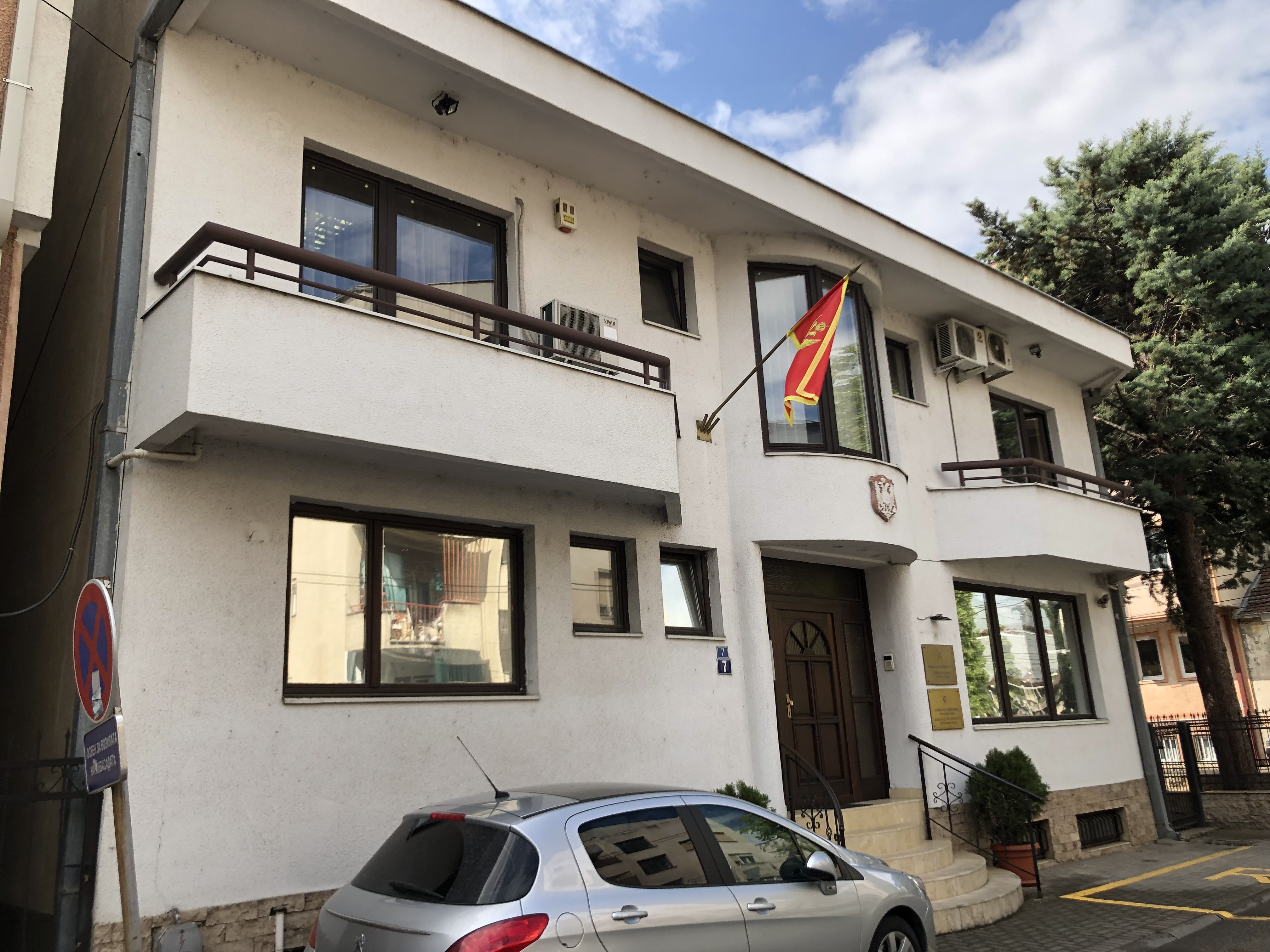
Ambassade à Skopje.
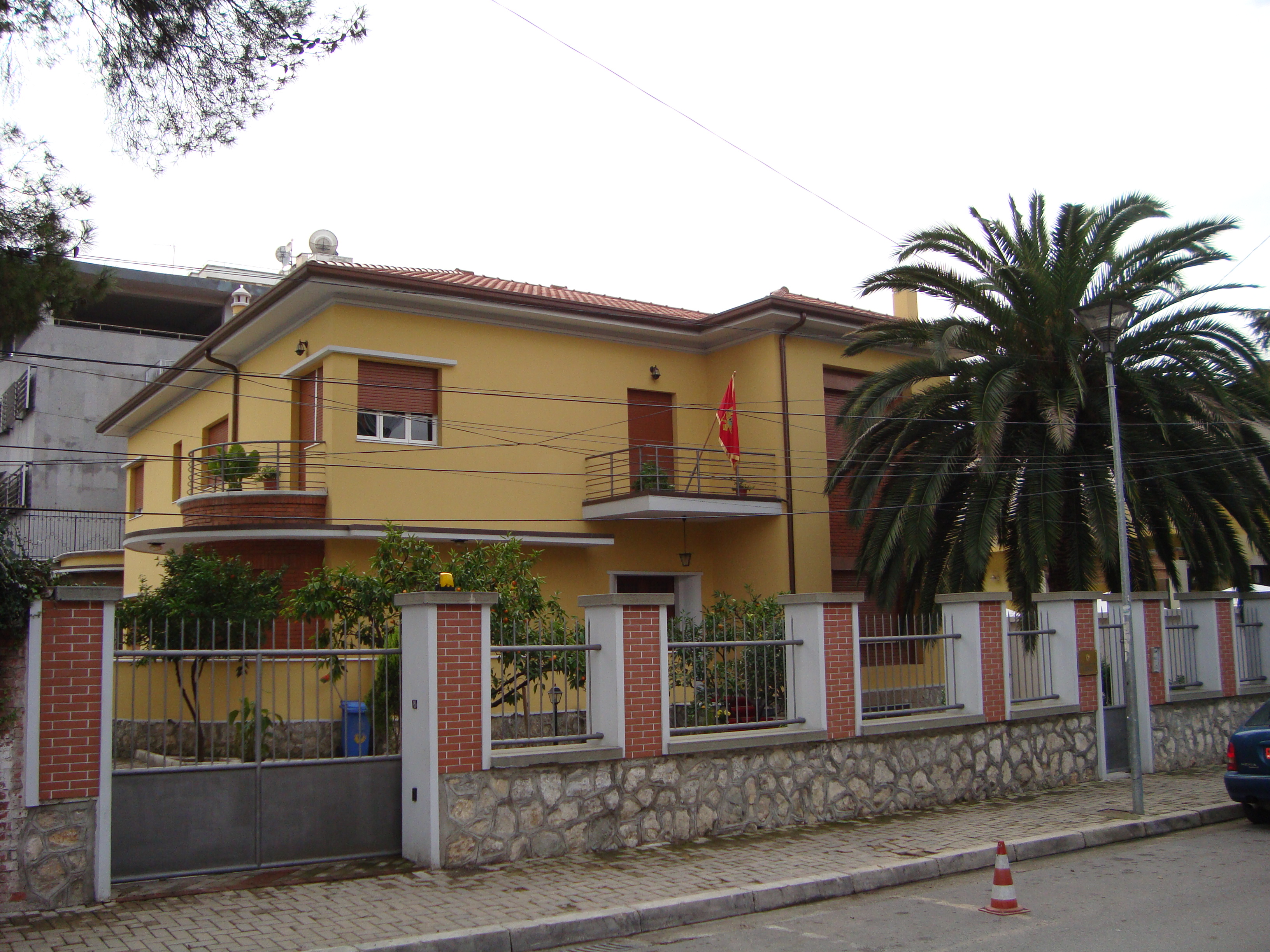
Ambassade à Tirana.
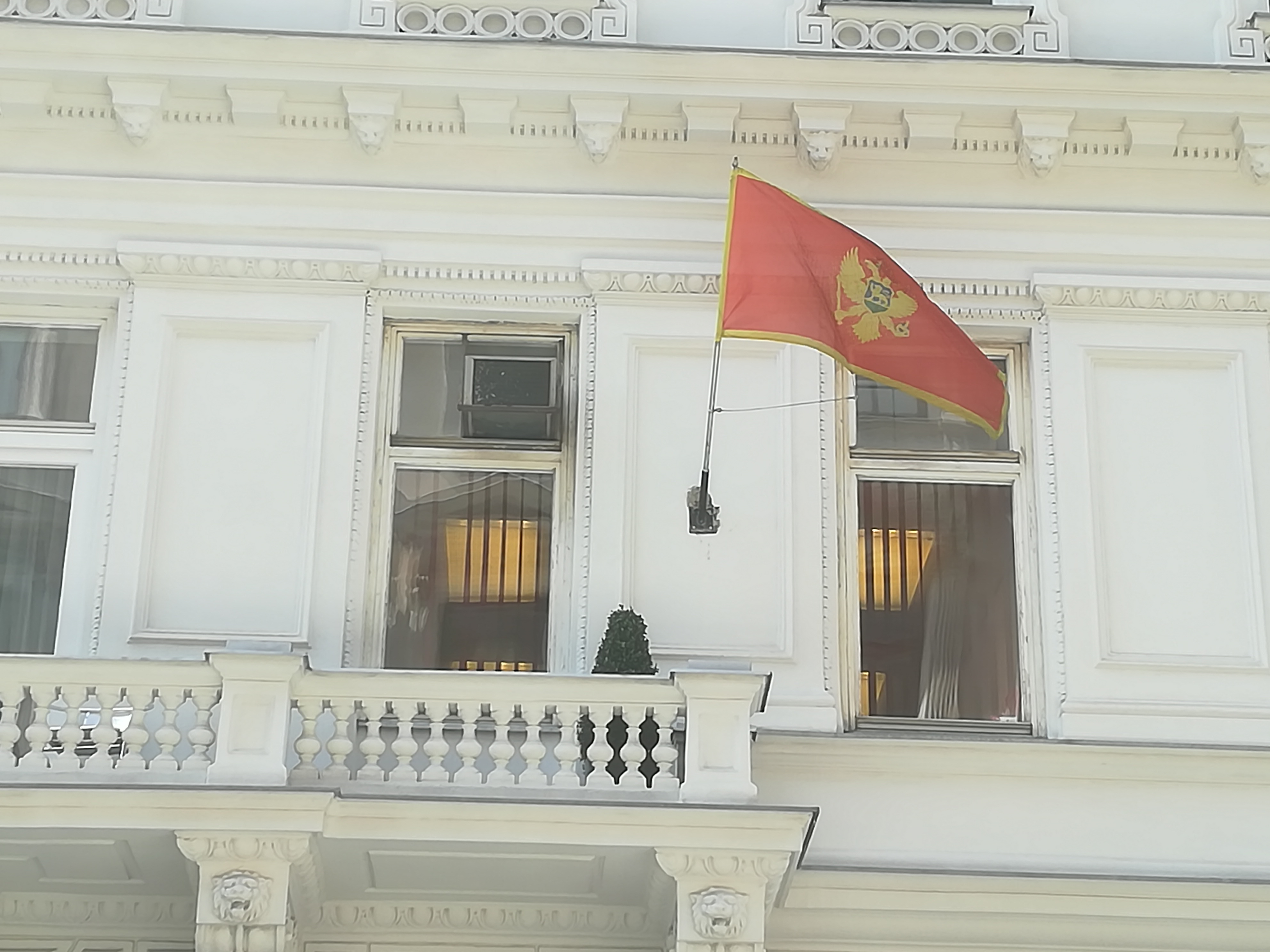
Ambassade à Vienne.
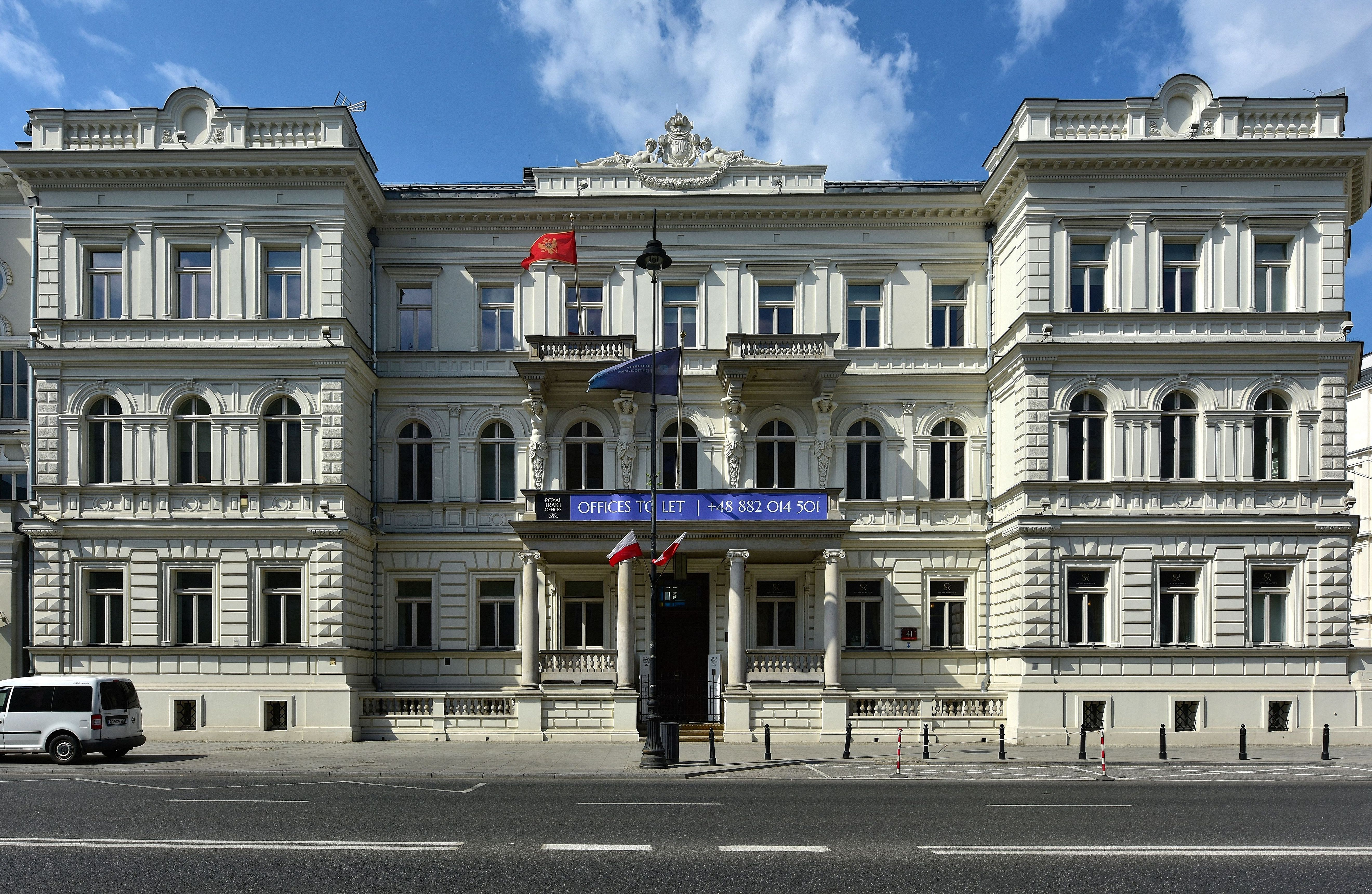
Ambassade à Varsovie.
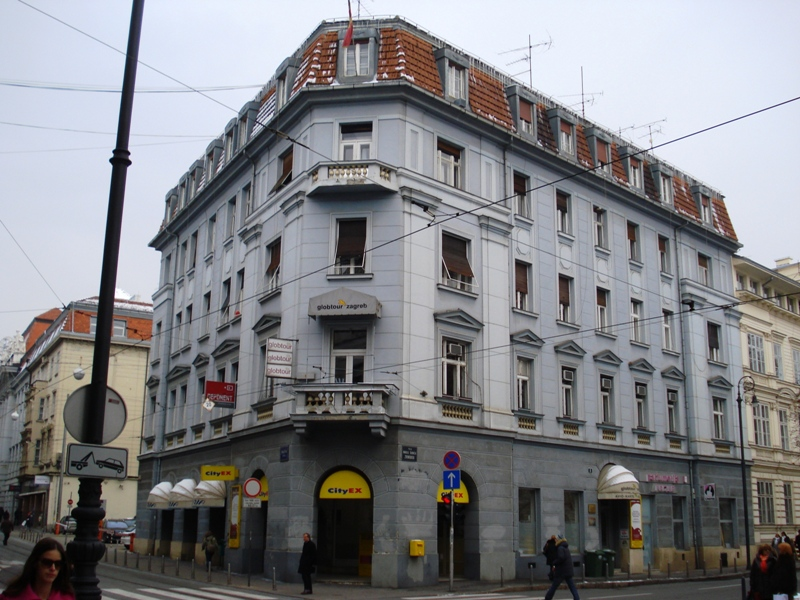
Ambassade à Zagreb.

## Organisations internationales
- Conseil de l'Europe
  - Strasbourg
- Nations unies
  - Genève
  - New York
- OSCE
  - Vienne
- OTAN
  - Bruxelles
- UNESCO
  - Paris
- Union européenne
  - Bruxelles